# Eydoche
Eydoche is een gemeente in het Franse departement Isère (regio Auvergne-Rhône-Alpes) en telt 331 inwoners (1999). De plaats maakt deel uit van het arrondissement La Tour-du-Pin.

## Geografie
De oppervlakte van Eydoche bedraagt 5,6 km², de bevolkingsdichtheid is 59,1 inwoners per km².
De onderstaande kaart toont de ligging van Eydoche met de belangrijkste infrastructuur en aangrenzende gemeenten.

## Demografie
Onderstaande figuur toont het verloop van het inwonertal (bron: INSEE-tellingen).